# وسيم طبارة
وسيم طبارة، مؤلف وممثل ومخرج لبناني وأحد أبرز رواد المسرح الهزلي في لبنان.

## دراسته
درس طبارة الإلكترونيات في الولايات المتحدة الأمريكية وعاد بعد تخصصه إلى بيروت دون أن يمارس اختصاصه، فباشر العمل التلفزيوني وكان أول من نفذ برنامج الكاميرا الخفية في لبنان في أوائل الستينيات وقدم مجموعة من البرامج التلفزيونية بينهما استديو الفن سنة 1972.

## بدايته الفنية
بدأ العمل المسرحي عام 1968 وكان عمله الأول مسرحية حملت عنوان نبيذ حلو وأسس فرقة الساعة التاسعة والنصف. في عام 1969 دمج فرقته مع فرقة ايفيت سرسق التي كانت رائدة في المسرح الهزلي انذاك تحت اسم السيغال، لكن سرعان ما توقف العمل معها في عام 1973 لينصرف إلى تأليف وإخراج مسرحيات غنائية استعراضية لزوجته السابقة المطربة اللبنانية صباح من بينها مسرحيات ست الكل وشهر العسل وحلوة كتير.
بعد انفصاله عن صباح عاد واجتمع مع ايفيت سرسق عام 1978 وقدم مسرحية كلنا للوطن واستمر في العمل المسرحي حتى اخر حياته.